# Hegyi törpekuvik
A hegyi törpekuvik (Glaucidium gnoma) a madarak osztályának a bagolyalakúak (Strigiformes) rendjéhez, a bagolyfélék (Strigidae) családjához tartozó faj.
A magyar név forrással nincs megerősítve, lehet, hogy az angol név tükörfordítása (Mountain Pygmy Owl).
Egyes rendszerbesorolások  Glaucidium californicum néven tartják nyilván.

## Előfordulása
Kanada, az Amerikai Egyesült Államok, Mexikó, Guatemala és Honduras területén honos. Tisztásokkal tarkított erdők lakója.

## Alfajai
- Glaucidium gnoma californicum P. L. Sclater, 1857
- Glaucidium gnoma cobanense Sharpe, 1875
- Glaucidium gnoma gnoma Wagler, 1832
- Glaucidium gnoma grinnelli Ridgway, 1914
- Glaucidium gnoma hoskinsii Brewster, 1888
- Glaucidium gnoma pinicola Nelson, 1910
- Glaucidium gnoma swarthi Grinnell, 1913

## Megjelenése
Testhosszúsága 16,5–18,5 centiméter. Szárnyfesztávolsága 38 centiméter, testtömege pedig 62–73 gramm; a tojó kicsivel nagyobb és testesebb, mint a hím.

## Életmódja
Hajnali szürkületben és nappal aktív, kis mérete ellenére, önmagánál nagyobb zsákmányt is elejt. Bagolyhoz képest repülése zajos. Tápláléka főleg pockokból áll, de madarakat, cickányokat, egereket, mókusokat, denevéreket, fiatal nyulakat és a menyétet, valamint varangyokat, békákat, kisebb gyíkokat és kígyókat is zsámányol.

## Szaporodása
Általában elhagyott harkály odúba készíti fészkét. Fészekalja 3-4 tojásból áll, melyen 29 napig kotlik a tojó, a költő tojót és a kikelt fiókákat a hím eteti.

## Külső hivatkozások
- Képek az interneten a fajról
- Internet Bird Collection - videók a fajról